# 1235
Il 1235 (MCCXXXV in numeri romani) è un anno  del XIII secolo.

## Eventi
- Ad Arles viene terminato il Palazzo dei Podestà
- I Regno del Connacht è conquistato dagli Hiberno-Normanni
- Dieta di Mainz
- Elisabetta d'Ungheria viene canonizzata da papa Gregorio IX
- I catalani, comandati da Giacomo I d'Aragona, conquistano Ibiza
- Isabella d'Inghilterra sposa Federico II di Svevia
- Concilio bizantino-bulgaro di Kallipolis (o di Lampsaco). Tarnovo, capitale dell'Impero bulgaro, diviene la sede della Chiesa Ortodossa Bulgara, da ora autonoma da Costantinopoli.
- Firenze fa selciare le vie cittadine per facilitare lo scolo delle acque; Pavia costruisce un sistema di fognature.[1]

## Nati
- 2 novembre - Enrico di Cornovaglia, principe inglese († 1271)
- 19 novembre - Enrico XIII di Baviera, duca tedesco († 1290)
- Drogön Chögyal Phagpa († 1280)
- Giovanni da Vespignano, beato italiano († 1331)
- Iolanda di Polonia, principessa e religiosa ungherese († 1298)
- Jacob van Maerlant, poeta, scrittore e storico fiammingo († 1300)
- Latino Malabranca Orsini, cardinale italiano († 1294)
- Bartolomeo Pico, condottiero italiano († 1291)
- Ralph Sandwich, politico e magistrato inglese († 1308)
- Paleologo Zaccaria, ammiraglio italiano († 1314)
- Shlomo ben Aderet, rabbino e teologo spagnolo († 1310)
- Ugo III di Cipro, re († 1284)
- Guido Guinizelli, poeta e giudice italiano († 1276)

## Morti
- 14 gennaio - Sava di Serbia, arcivescovo ortodosso serbo (n. 1174)
- 9 febbraio - Nicola di Otranto, monaco cristiano, filosofo e teologo italiano
- 15 marzo - Oldeberto Tornielli, vescovo cattolico italiano
- 29 marzo - Maria di Svevia, principessa tedesca
- 10 aprile - Iacopo Baldovini, giurista italiano (n. 1175)
- 14 maggio - Guidotto da Correggio, vescovo cattolico italiano
- 5 settembre - Enrico I di Brabante, condottiero tedesco (n. 1165)
- 21 settembre - Andrea II d'Ungheria, sovrano
- 5 novembre - Beatrice di Svevia, principessa sveva (n. 1203)
- 27 novembre - Qutbuddin Bakhtiar Kaki, mistico indiano (n. 1173)
- 9 dicembre - Robert Fitzwalter, condottiero e nobile inglese
- Agnello da Pisa, religioso italiano (n. 1194)
- Alice di Châtillon, nobile (n. 1181)
- Andronico I di Trebisonda, imperatore
- Blacatz, trovatore francese (n. 1165)
- David Kimchi, biblista, grammatico e filosofo francese (n. 1160)
- Vescovo di Clermont, trovatore francese
- Baldovino da Casaloldo, politico italiano
- Giuseppe, monaco di Fiore, religioso italiano
- Ibn al-Farid, scrittore egiziano (n. 1181)

## Calendario
| Calendario 1235 | Calendario 1235 | Calendario 1235 | Calendario 1235 | Calendario 1235 | Calendario 1235 | Calendario 1235 | Calendario 1235 | Calendario 1235 | Calendario 1235 | Calendario 1235 | Calendario 1235 | Calendario 1235 | Calendario 1235 | Calendario 1235 | Calendario 1235 | Calendario 1235 | Calendario 1235 | Calendario 1235 | Calendario 1235 | Calendario 1235 | Calendario 1235 | Calendario 1235 | Calendario 1235 | Calendario 1235 | Calendario 1235 | Calendario 1235 | Calendario 1235 | Calendario 1235 | Calendario 1235 | Calendario 1235 | Calendario 1235 | Calendario 1235 |
| --------------- | --------------- | --------------- | --------------- | --------------- | --------------- | --------------- | --------------- | --------------- | --------------- | --------------- | --------------- | --------------- | --------------- | --------------- | --------------- | --------------- | --------------- | --------------- | --------------- | --------------- | --------------- | --------------- | --------------- | --------------- | --------------- | --------------- | --------------- | --------------- | --------------- | --------------- | --------------- | --------------- |
|                 | 1               | 2               | 3               | 4               | 5               | 6               | 7               | 8               | 9               | 10              | 11              | 12              | 13              | 14              | 15              | 16              | 17              | 18              | 19              | 20              | 21              | 22              | 23              | 24              | 25              | 26              | 27              | 28              | 29              | 30              | 31              |                 |
| Gennaio         | Lu              | Ma              | Me              | Gi              | Ve              | Sa              | Do              | Lu              | Ma              | Me              | Gi              | Ve              | Sa              | Do              | Lu              | Ma              | Me              | Gi              | Ve              | Sa              | Do              | Lu              | Ma              | Me              | Gi              | Ve              | Sa              | Do              | Lu              | Ma              | Me              |                 |
| Febbraio        | Gi              | Ve              | Sa              | Do              | Lu              | Ma              | Me              | Gi              | Ve              | Sa              | Do              | Lu              | Ma              | Me              | Gi              | Ve              | Sa              | Do              | Lu              | Ma              | Me              | Gi              | Ve              | Sa              | Do              | Lu              | Ma              | Me              |                 |                 |                 |                 |
| Marzo           | Gi              | Ve              | Sa              | Do              | Lu              | Ma              | Me              | Gi              | Ve              | Sa              | Do              | Lu              | Ma              | Me              | Gi              | Ve              | Sa              | Do              | Lu              | Ma              | Me              | Gi              | Ve              | Sa              | Do              | Lu              | Ma              | Me              | Gi              | Ve              | Sa              |                 |
| Aprile          | Do              | Lu              | Ma              | Me              | Gi              | Ve              | Sa              | Do              | Lu              | Ma              | Me              | Gi              | Ve              | Sa              | Do              | Lu              | Ma              | Me              | Gi              | Ve              | Sa              | Do              | Lu              | Ma              | Me              | Gi              | Ve              | Sa              | Do              | Lu              |                 |                 |
| Maggio          | Ma              | Me              | Gi              | Ve              | Sa              | Do              | Lu              | Ma              | Me              | Gi              | Ve              | Sa              | Do              | Lu              | Ma              | Me              | Gi              | Ve              | Sa              | Do              | Lu              | Ma              | Me              | Gi              | Ve              | Sa              | Do              | Lu              | Ma              | Me              | Gi              |                 |
| Giugno          | Ve              | Sa              | Do              | Lu              | Ma              | Me              | Gi              | Ve              | Sa              | Do              | Lu              | Ma              | Me              | Gi              | Ve              | Sa              | Do              | Lu              | Ma              | Me              | Gi              | Ve              | Sa              | Do              | Lu              | Ma              | Me              | Gi              | Ve              | Sa              |                 |                 |
| Luglio          | Do              | Lu              | Ma              | Me              | Gi              | Ve              | Sa              | Do              | Lu              | Ma              | Me              | Gi              | Ve              | Sa              | Do              | Lu              | Ma              | Me              | Gi              | Ve              | Sa              | Do              | Lu              | Ma              | Me              | Gi              | Ve              | Sa              | Do              | Lu              | Ma              |                 |
| Agosto          | Me              | Gi              | Ve              | Sa              | Do              | Lu              | Ma              | Me              | Gi              | Ve              | Sa              | Do              | Lu              | Ma              | Me              | Gi              | Ve              | Sa              | Do              | Lu              | Ma              | Me              | Gi              | Ve              | Sa              | Do              | Lu              | Ma              | Me              | Gi              | Ve              |                 |
| Settembre       | Sa              | Do              | Lu              | Ma              | Me              | Gi              | Ve              | Sa              | Do              | Lu              | Ma              | Me              | Gi              | Ve              | Sa              | Do              | Lu              | Ma              | Me              | Gi              | Ve              | Sa              | Do              | Lu              | Ma              | Me              | Gi              | Ve              | Sa              | Do              |                 |                 |
| Ottobre         | Lu              | Ma              | Me              | Gi              | Ve              | Sa              | Do              | Lu              | Ma              | Me              | Gi              | Ve              | Sa              | Do              | Lu              | Ma              | Me              | Gi              | Ve              | Sa              | Do              | Lu              | Ma              | Me              | Gi              | Ve              | Sa              | Do              | Lu              | Ma              | Me              |                 |
| Novembre        | Gi              | Ve              | Sa              | Do              | Lu              | Ma              | Me              | Gi              | Ve              | Sa              | Do              | Lu              | Ma              | Me              | Gi              | Ve              | Sa              | Do              | Lu              | Ma              | Me              | Gi              | Ve              | Sa              | Do              | Lu              | Ma              | Me              | Gi              | Ve              |                 |                 |
| Dicembre        | Sa              | Do              | Lu              | Ma              | Me              | Gi              | Ve              | Sa              | Do              | Lu              | Ma              | Me              | Gi              | Ve              | Sa              | Do              | Lu              | Ma              | Me              | Gi              | Ve              | Sa              | Do              | Lu              | Ma              | Me              | Gi              | Ve              | Sa              | Do              | Lu              |                 |